# بيتر هنريكوس فان دير هوغ
بيتر هنريكوس فان دير هوغ (Pieter Henricus van der Hoog) (مواليد لاهاي في 17 أغسطس 1888 - 16 أبريل 1957) كان طبيباً هولندي ورحالة وكاتب عالمي.
تخرج عام 1913 وعمل كطبيب أمراض جلدية في مناطق مختلفة من العالم، أمتدت من المملكة العربية السعودية إلى سورينام ومن جزر الهند الشرقية الهولندية إلى كوراساو. وفي كل مكان ذهب درس طرق الشفاء المحلية الأصلية. فعلى سبيل المثال، اكتسب معرفة بالأعشاب والزيوت والمستخلصات النباتية الخاصة التي استخدمها السكان المحليون في المناطق التي ذهب إليه. بسبب تجواله، أصبح طبيب السفينة لبعض الوقت.
نظرًا لأن زوجته كانت تعاني من مشاكل في الجلد، فقد بدأ التركيز على منتجات العناية بالبشرة ومستحضرات التجميل وبدأ شركة منتجات التجميل الخاصة به. وبعد فترة من الوقت أصبح الطلب على منتجاته كبيرًا جدًا، ولم يعد قادرًا على التعامل مع إنتاجهم، وفي عام 1935 قام بتسليمها إلى «مصنع الكيماويات NV في (رايسفايك من أكثر يوهانس بيتر فيليبوس بايرمان. في وقت لاحق ذهب هذا المصنع باسم» الدكتور فان دير هوغ. المنتجات، التي لا تزال موجودة حتى اليوم، ظهرت أيضًا تحت هذا الاسم التجاري. مُنحت عملية البيع لمصففي الشعر Bussum Westen و Vandenstigtenhorst ، مع الحفاظ على الحق الحصري في التوزيع حتى عام 1990. في ذلك العام، اشترت فان دير هوغ الموزع واصبح البيع والإنتاج في يد واحدة. من ذلك الوقت، ذهب البيع حصريًا من خلال متاجر الأدوية وصالونات التجميل. في الوقت الحاضر، تقع الشركة تحت مظلة "Santesa" في Weesp.
كتب العديد من الكتب حول معرفته الطبية وكتب عن تجربته في الحج في المملكة العربية السعودية. أعتنق الإسلام، وأدى الحج أثناء إقامته في السعودية. وقد وصف تجربته في الحج في منطقة الحجاز في كتاب الحجاج إلى مكة (Pelgrims naar Mekka).